# 안네 매키넨
안네 마리트 매키넨(핀란드어: Anne Maarit Mäkinen, 1976년 2월 1일 ~ )은 핀란드의 전직 여자 축구 선수로 선수 시절 포지션은 미드필더이다.

## 클럽 경력
안네 매키넨은 JNK 라야살로에서 선수 생활을 시작했으며 나중에 헬싱키를 연고로 하는 여자 축구 클럽인 FC 콘투에서 활동했다. 1993년에 HJK 헬싱키에 합류하여 HJK 헬싱키의 1993 핀란드 여자컵 시즌 우승에 기여했고 1993년에는 핀란드 올해의 여자 축구 선수로 선정되었다. 1994년부터 1996년까지 말민 팔로세우라(MPS) 소속으로 활동했고 말민 팔로세우라의 1994 나이스텐 리가 시즌 우승에 기여했다.
안네 매키넨은 1997년부터 2000년까지 미국 노터데임 대학교 산하 노터데임 파이팅 아이리시 여자 축구단에서 활동했다. 1997년에는 미국 대학 여자 축구 신인상을 수상했고 2000년에는 미국의 대학 여자 축구에서 가장 뛰어난 활약을 기록한 선수에게 수여하는 허먼 트로피를 수상했다. 또한 1997년부터 2000년까지 4회 연속으로 올스타 팀에 선정되는 영예를 안았다.
안네 매키넨은 2001년부터 2002년까지 미국 여자 축구 리그에 소속되어 있던 미국의 여자 축구 클럽인 워싱턴 프리덤 소속으로 활동했고 2003년에는 필라델피아 차지 소속으로 활동했다. 2004년에는 USL W리그에 소속된 미국의 여자 축구 클럽인 뉴저지 와일드캐츠 소속으로 활동했으며 같은 해에 핀란드 올해의 여자 축구 선수로 선정되었다.
안네 매키넨은 2005년에 스웨덴 다말스벤스칸 소속 여자 축구 클럽인 우메오 IK 소속으로 활동했으며 2005 다말스벤스칸 시즌, 2006 다말스벤스칸 시즌에서 우메오 IK의 우승에 기여했다. 2007년에는 벨링에 IF로 이적했고 2008년부터 2009년에 은퇴할 때까지 AIK 포트볼 다메르 소속으로 활동했다.

## 국가대표 경력
안네 매키넨은 1991년 6월 8일에 열린 소련과의 경기에 처음 출전하면서 핀란드 여자 축구 국가대표팀 선수로 데뷔했다. 잉글랜드에서 개최된 UEFA 여자 유로 2005에서 핀란드의 준결승전 진출에 기여했으며 해당 대회의 최우수 선수로 선정되는 영예를 안았다.
안네 매키넨은 2006년 3월 9일에 열린 독일과의 알가르브컵 경기에서 A매치 100경기 출전 기록을 수립했으며 핀란드에서 개최된 UEFA 여자 유로 2009에서 핀란드의 8강전 진출에 기여했다. 안네 매키넨은 2009년에 핀란드 여자 축구 국가대표팀에서 은퇴할 때까지 118경기에 출전하여 16골을 기록했다.

## 수상

### 클럽
HJK 헬싱키
- 핀란드 여자컵 1회 우승 (1993)

말민 팔로세우라
- 나이스텐 리가 1회 우승 (1994)

우메오 IK
- 다말스벤스칸 2회 우승 (2005, 2006)

### 개인
- 1993년 핀란드 올해의 여자 축구 선수 선정
- 1997 미국 대학 여자 축구 시즌 신인상 수상
- 1997 미국 대학 여자 축구 시즌 올스타 팀 선정
- 1998 미국 대학 여자 축구 시즌 올스타 팀 선정
- 1999 미국 대학 여자 축구 시즌 올스타 팀 선정
- 2000 미국 대학 여자 축구 시즌 올스타 팀 선정
- 2000년 허먼 트로피 수상
- 2004년 핀란드 올해의 여자 축구 선수 선정
- UEFA 여자 유로 2005 대회 MVP 수상